# Station Saint-Savinien-sur-Charente
Station Saint-Savinien-sur-Charente is een spoorweghalte in de Franse gemeente Saint-Savinien.